# Мартін Пандо
Мартін Пандо (ісп. Martín Pando, 26 грудня 1934, Буенос-Айрес — 7 травня 2021) — аргентинський футболіст, що грав на позиції півзахисника.
Виступав, зокрема, за клуби «Архентінос Хуніорс», «Рівер Плейт» та «Ланус», а також національну збірну Аргентини, у складі якої був учасником чемпіонату світу.

## Клубна кар'єра
У дорослому футболі дебютував 1955 року виступами за команду «Платенсе» (Вісенте-Лопес), в якій провів три сезони, перший з яких у вищому дивізіоні. 
Своєю грою за цю команду привернув увагу представників тренерського штабу клубу «Архентінос Хуніорс», до складу якого приєднався 1958 року. Відіграв за команду з Буенос-Айреса наступні чотири сезони своєї ігрової кар'єри. Більшість часу, проведеного у складі «Архентінос Хуніорс», був основним гравцем команди.
1962 року уклав контракт з клубом «Рівер Плейт», у складі якого провів наступні три роки своєї кар'єри гравця. Граючи у складі «Рівер Плейта» також здебільшого виходив на поле в основному складі команди і двічі посідав друге місце в чемпіонаті Аргентини в сезонах 1962 і 1963 років, втім здобути трофей так і не зміг
1965 року перейшов до клубу «Ланус», за який відіграв три сезони. Тренерським штабом нового клубу також розглядався як гравець «основи». Завершив професійну кар'єру футболіста виступами за команду «Ланус» у 1967 році. Загалом він зіграв 242 матчі в аргентинській лізі і забив 37 голів.

## Виступи за збірну
1960 року дебютував в офіційних матчах у складі національної збірної Аргентини і того ж року взяв участь у Кубку Атлантики, де Аргентина посіла друге місце. Пандо зіграв у одному матчі проти Парагваю. 
Згодом у складі збірної був учасником чемпіонату світу 1962 року у Чилі, але з'явився на полі лише в одному матчі групового турніру проти збірної Угорщини. У цій зустрічі він був капітаном аргентинців., але команда не змога здобути перемогу (0:0) і не вийшла з групи.
Після «мундіаль» за збірну не грав, всього протягом кар'єри у національній команді, яка тривала 3 роки, провів у її формі 11 матчів, забивши 3 голи.

## Тренерська кар'єра
По завершенні ігрової кар'єри Пандо повернувся у «Рівер Плейт», де працював з юнацькими командами. Серед вихованців Мартіна були такі зірки клубу та аргентинського футболу як Рамон Діас, Клаудіо Каніджа, Карлос Даніель Тапія, Нестор Горосіто, Леонардо Астрада, Марсело Гальярдо та інші. 
У 1983 році він також недовго був в.о. головного тренера першої команди після уходу Хосе Варакки.